# Петровы камни
Пе́тровы камни (также Пе́трови-Ка́мени — чеш. Petrovy kameny) — скальные образования высотой до 7 м, расположены в Моравскосилезском крае Чехии на вершине горы Высока-Холе (Vysoká hole) хребта Грубый Есеник, недалеко от горы Прадед. Сложены преимущественно сланцами и гнейсами.

## Этимология
По одной из легенд камни получили название от имени молодого кузнеца, влюбленного в дочь управляющего местным поместьем. Петр с возлюбленной бежали и некоторое время укрывались в этих скалах. По другой легенде дочь кузнеца Петра, которую домогался краевой надзиратель Бэла, покончила с собой, вынудив отца отомстить Бэле и скрываться в скалах, получивших впоследствии его имя.

## История
Петровы камни, как место, где согласно легендам скрывались отступники, заслужили дурную славу и в XVII веке считались одним из главных мест, где ведьмы устраивают свои шабаши.
На одной из скал установлена мемориальная доска ботанику Бедржиху Коленатому, работавшему и погибшему в этих местах в 1864 году.

## Охрана природы
Территория Петровых камней является составной частью национального природного заповедника Прадед. В окрестностях скал произрастают два растения-эндемика, с целью их сохранения доступ летом к скалам и на территорию вокруг них закрыт. Зимой склоны вокруг Петровых камней используются для катания на горных лыжах.